# Psychotria katikii
Psychotria katikii är en måreväxtart som beskrevs av Seymour Hans Sohmer. Psychotria katikii ingår i släktet Psychotria och familjen måreväxter. Inga underarter finns listade i Catalogue of Life.